# IC 1537
IC 1537 — галактика типу GxyP (частина галактики) у сузір'ї Скульптор.
Цей об'єкт міститься в оригінальній редакції індексного каталогу.